# Ryta Turawa
Marharyta Mikalajeuna „Ryta“ Turawa (belarussisch Маргарыта Мікалаеўна „Рыта“ Турава; engl. Transkription Ryta Turava; * 20. Dezember 1980 in Wizebsk) ist eine belarussische Geherin.
Die Sechste bei den Juniorenweltmeisterschaften 1998 im 5000-Meter-Gehen hatte ihren Durchbruch bei den Olympischen Spielen 2004 in Athen, wo sie, 14 Sekunden vom Bronzerang entfernt, Vierte im 20-km-Gehen wurde.
Bei den Weltmeisterschaften 2005 in Helsinki errang sie über dieselbe Distanz die Silber- und bei den Europameisterschaften 2006 in Göteborg die Goldmedaille.
Ryta Turawa ist 1,72 m groß und wiegt 68 kg.

## Persönliche Bestleistungen
- 5000 m Gehen: 21:32,14 min, 12. Juni 1998, Mannheim
- 10.000 m Gehen: 46:01,2 min, 2. Juli 1999, Minsk
- 10 km Gehen: 42:27 min, 17. September 2005, Krakau
- 20 km Gehen: 1:26:11 h, 15. April 2006, Njaswisch